# Massacro dell'isola di Lamey
Il massacro dell'isola di Lamey, noto anche come massacro dell'isola di Liuqiu, fu un massacro compiuto dai soldati olandesi a danno degli abitanti aborigeni dell'Isola di Liuqiu (all'epoca nota con il nome di "Lamey", o "Isola del Leone d'Oro"), al largo delle coste del Taiwan, nel 1636. Le uccisioni furono parte di una campagna punitiva per vendicare il massacro di due ciurme naufragate rispettivamente nel 1622 e nel 1631 da parte dei nativi dell'isola.

## Antefatto
Due anni prima che la Compagnia olandese delle Indie orientali stabilisse la propria presenza sull'isola di Taiwan nel 1624, una nave olandese denominata Leone d'Oro (in olandese: Gouen Leeuw) si arenò sulle coste dell'isola di Liuqiu. L'intera ciurma venne uccisa dagli abitanti locali dell'isola.
Successivamente, nel 1631, uno yacht chiamato Beverwijck si incagliò pure presso l'isola e i sopravvissuti al disastro (circa cinquanta) battagliarono coi nativi locali per due giorni prima di soccombere e venire uccisi a uno a uno.
In onore al primo massacro, gli olandesi chiamavano l'isola "del Leone d'Oro" (Gouden Leeuwseylant). Nelle alte sfere della Compagnia olandese delle Indie orientali vi era desiderio di vendicare gli aggressori e il governatore generale Hendrik Brouwer ordinò al governatore Hans Putmans di "punire e sterminare la popolazione dell'isola del Leone d'Oro perché fosse d'esempio per altri nativi che ardissero fare la medesima cosa".

## Le campagne della spedizione punitiva
Putmans era determinato ad assaltare l'isola di Liuqiu appena possibile, giovandosi dell'assistenza dei guerrieri del villaggio di Mattau per punire gli abitanti locali. La prima spedizione punitiva giunse nel 1633, guidata da Claes Bruijn e composta da 250 soldati olandesi, 40 pirati cinesi Han e 250 aborigeni formosani. Questi uomini, per quanto numerosi, ebbero ad ogni modo ben poco successo, riuscendo però ad accertare l'assassinio degli uomini della Beverwijck, trovando e recuperando alcune monete, rame e un cappello olandese. In quest'occasione gli olandesi vennero a sapere anche dell'esistenza di una grande grotta sull'isola usata dai nativi come rifugio in caso di pericolo.
Nel 1636, una più grande spedizione al comando di Jan Jurriansz van Lingga sbarcò sull'isola, questa volta col preciso scopo di uccidere gli abitanti rifugiatisi nella caverna. Gli olandesi e i loro alleati procedettero a bloccare tutte le entrate del rifugio, lasciando solo dei piccoli fori ove introdussero gradualmente pece infuocata e zolfo per costringere gli abitanti ad uscite allo scoperto. Alcuni nativi trovarono una via d'uscita ma vennero catturati dagli olandesi. Il 4 maggio, dopo otto giorni di costanti fumi venefici, vennero aperte le entrate della grotta. Quando i soldati entrarono ad investigare quanto accaduto, trovarono i corpi di 300 tra uomini, donne e bambini soffocati dai fumi.

## Conseguenze
Gli uomini catturati sull'isola vennero posti al lavoro come schiavi sia a Taiwan che a Batavia. Le donne e i bambini vennero posti nelle case degli olandesi a Taiwan come servitori; alcune divennero successivamente anche mogli di alcuni olandesi.
Con altri raid che seguirono numerosi sino al 1645, la popolazione venne completamente sterminata sull'isola e gli ultimi 13 abitanti vennero deportati da un mercante cinese per conto della Compagnia olandese.